# Машхурда
Машхурда — густий, наваристий, пахущий суп. Страва узбецької кухні, що поєднує в собі одразу і «перше», і «друге».
До складу машхурди входять овочі, рис, м'ясо та маш (вігна промениста). Машхурду відносять до категорії званих смажених супів, більшість інгредієнтів яких попередньо обсмажуються.